# Buddleja paniculata
Buddleja paniculata là một loài thực vật có hoa trong họ Huyền sâm. Loài này được Wall. mô tả khoa học đầu tiên năm 1820.